# ألبيرتو بالميتا
ألبيرتو بالميتا (بالإسبانية: Alberto Palmetta) (مواليد 5 أبريل 1990) هو ملاكم أرجنتيني، مثّل بلاده في الألعاب الأولمبية الصيفية 2016.

## روابط خارجية
ألبيرتو بالميتا على موقع بوكس ريك (الإنجليزية) (registration required)
- ألبيرتو بالميتا على موقع اللجنة الأولمبية الدولية (الإنجليزية)
- ألبيرتو بالميتا على موقع أوليمبيديا (الإنجليزية)
- ألبيرتو بالميتا على موقع اللجنة الأولمبية الأرجنتينية (الإسبانية)